# Mannenbach
Mannenbach è una frazione del comune svizzero di Salenstein, nel Canton Turgovia (distretto di Kreuzlingen).

## Geografia fisica
Mannenbach si affaccia sul lago di Costanza (Untersee).

## Storia

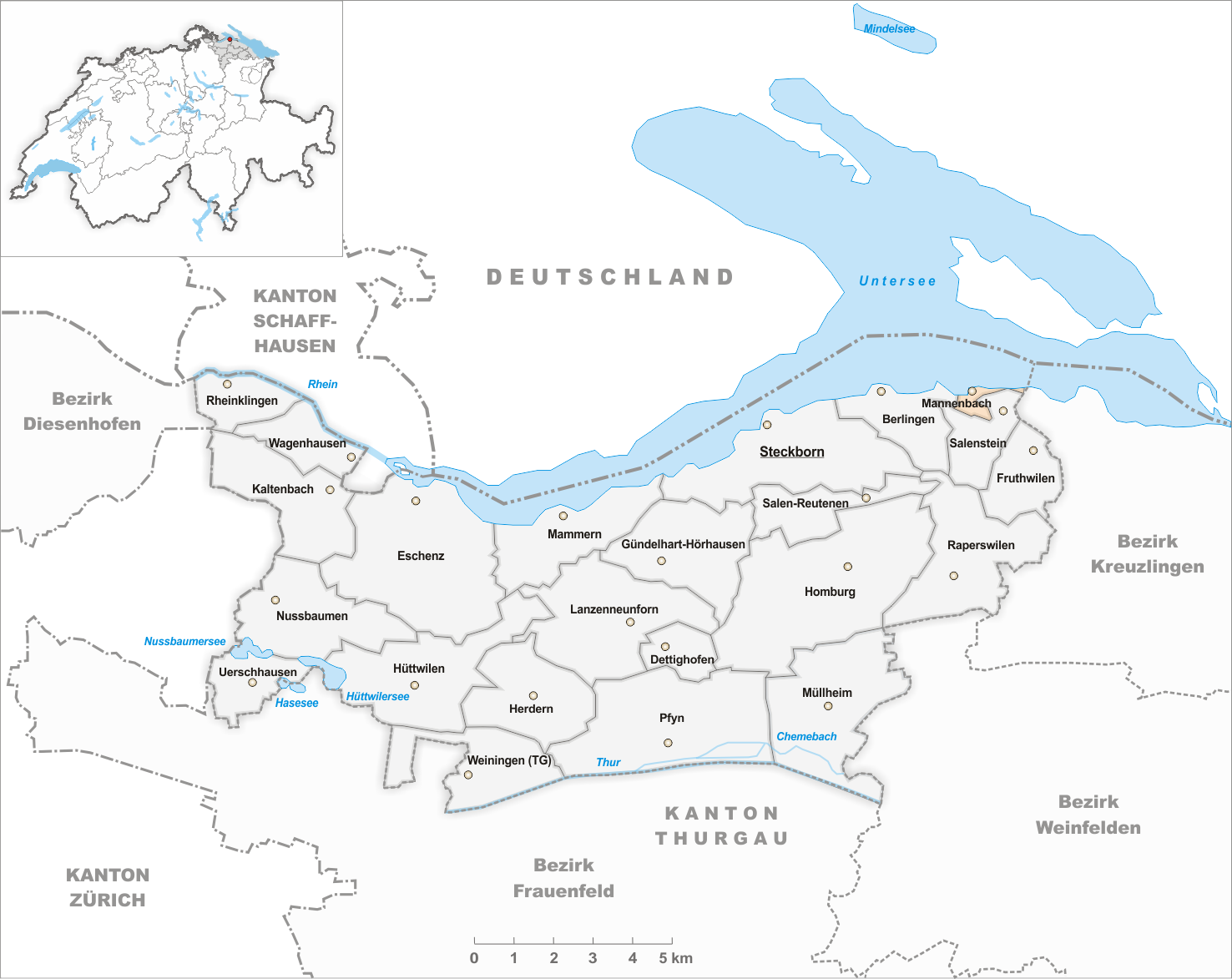
Il territorio del comune di Mannenbach prima degli accorpamenti comunali del 1979

Già comune autonomo (Ortsgemeinde), nel 1979 è stato aggregato al comune di Salenstein assieme all'altro comune soppresso di Fruthwilen.

## Monumenti e luoghi d'interesse

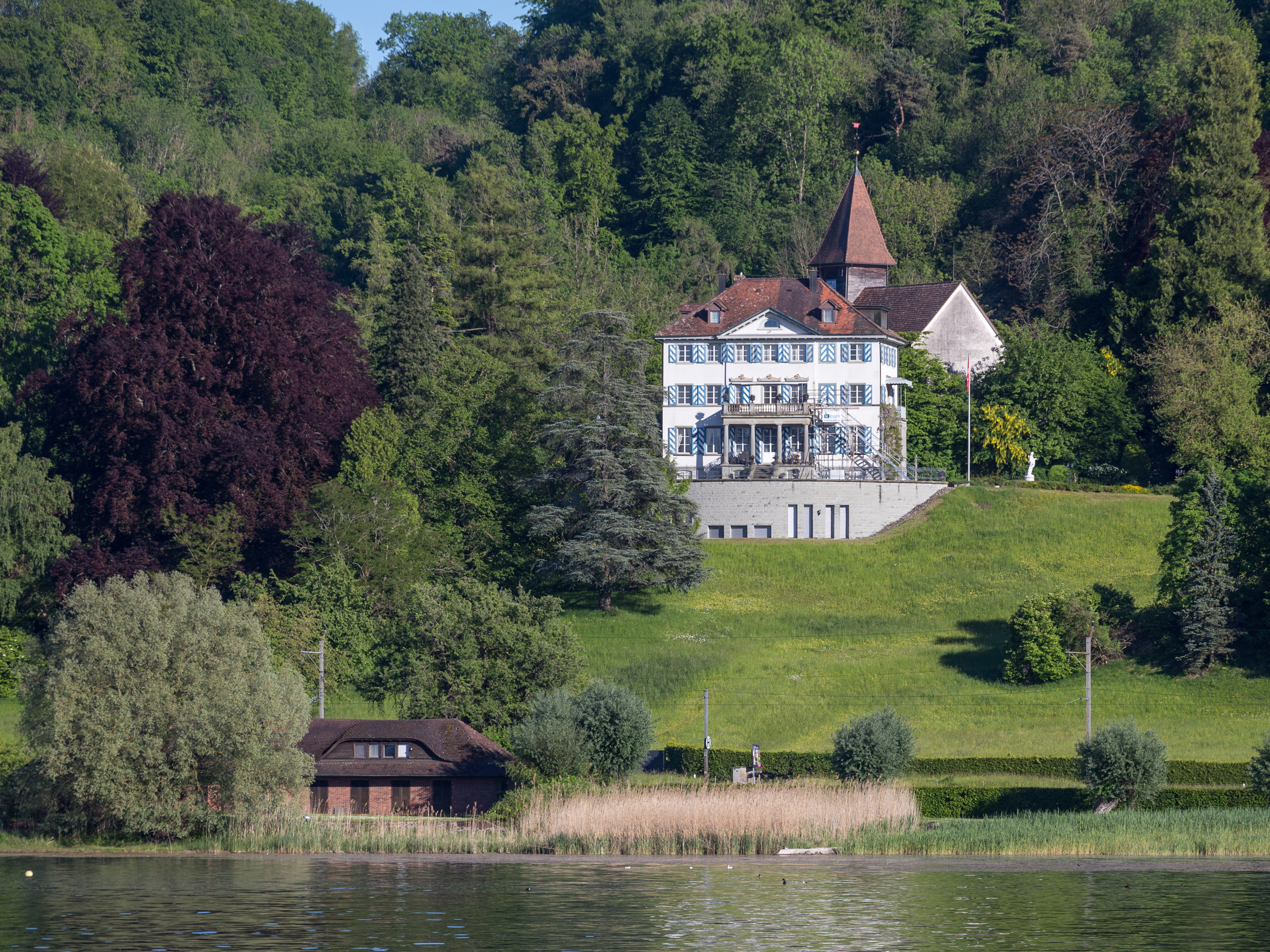
Il castello di Louisenberg e la cappella di Sant'Aloisio

- Cappella di Sant'Aloisio, consacrata nel 1155 circa[1];
- Castello di Louisenberg, eretto nel 1835-1836[1].

## Società

### Evoluzione demografica
L'evoluzione demografica è riportata nella seguente tabella:
Abitanti censiti

## Amministrazione
Ogni famiglia originaria del luogo fa parte del cosiddetto comune patriziale e ha la responsabilità della manutenzione di ogni bene ricadente all'interno dei confini della frazione.